# St. Kilian (Lechenich)

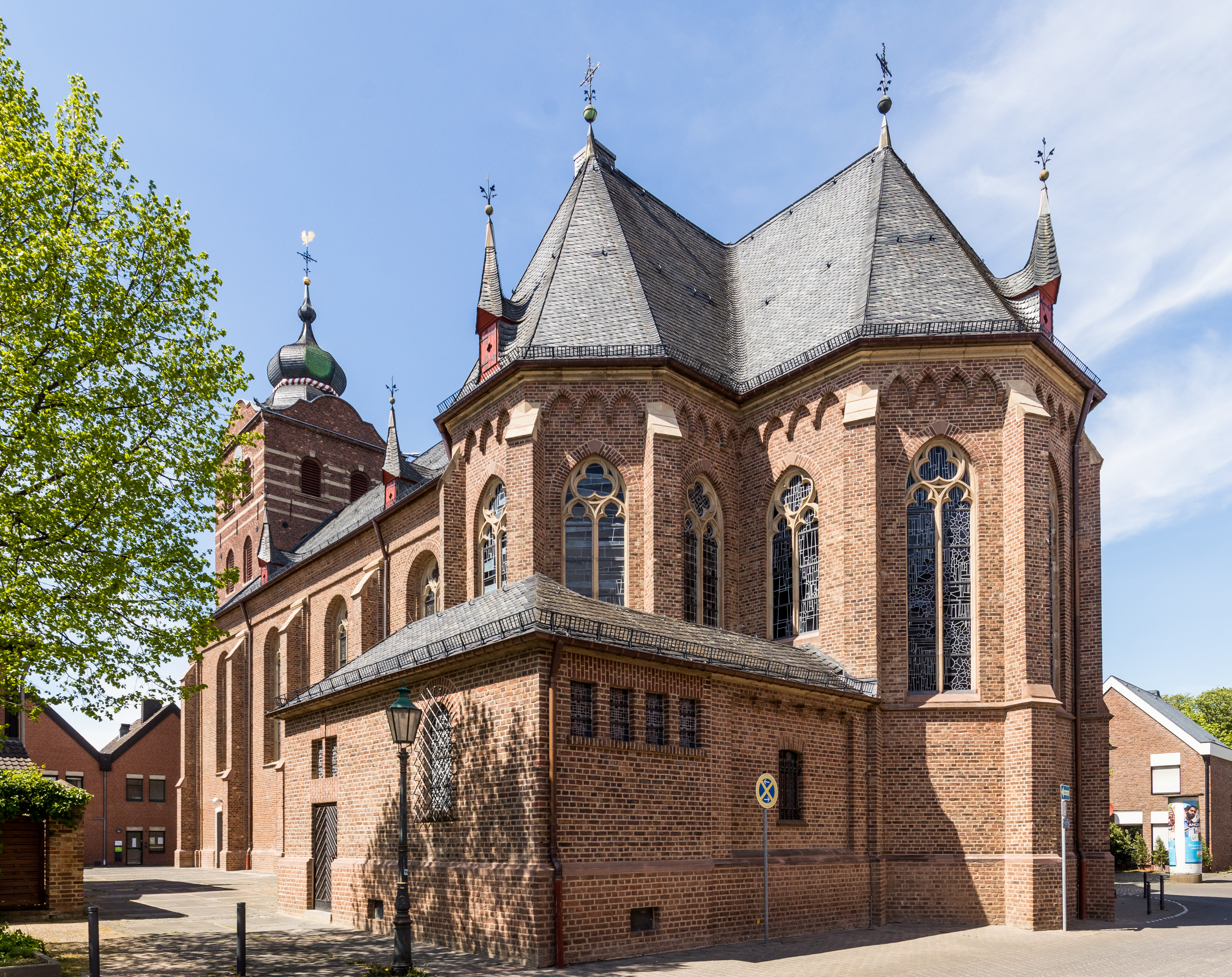
St. Kilian

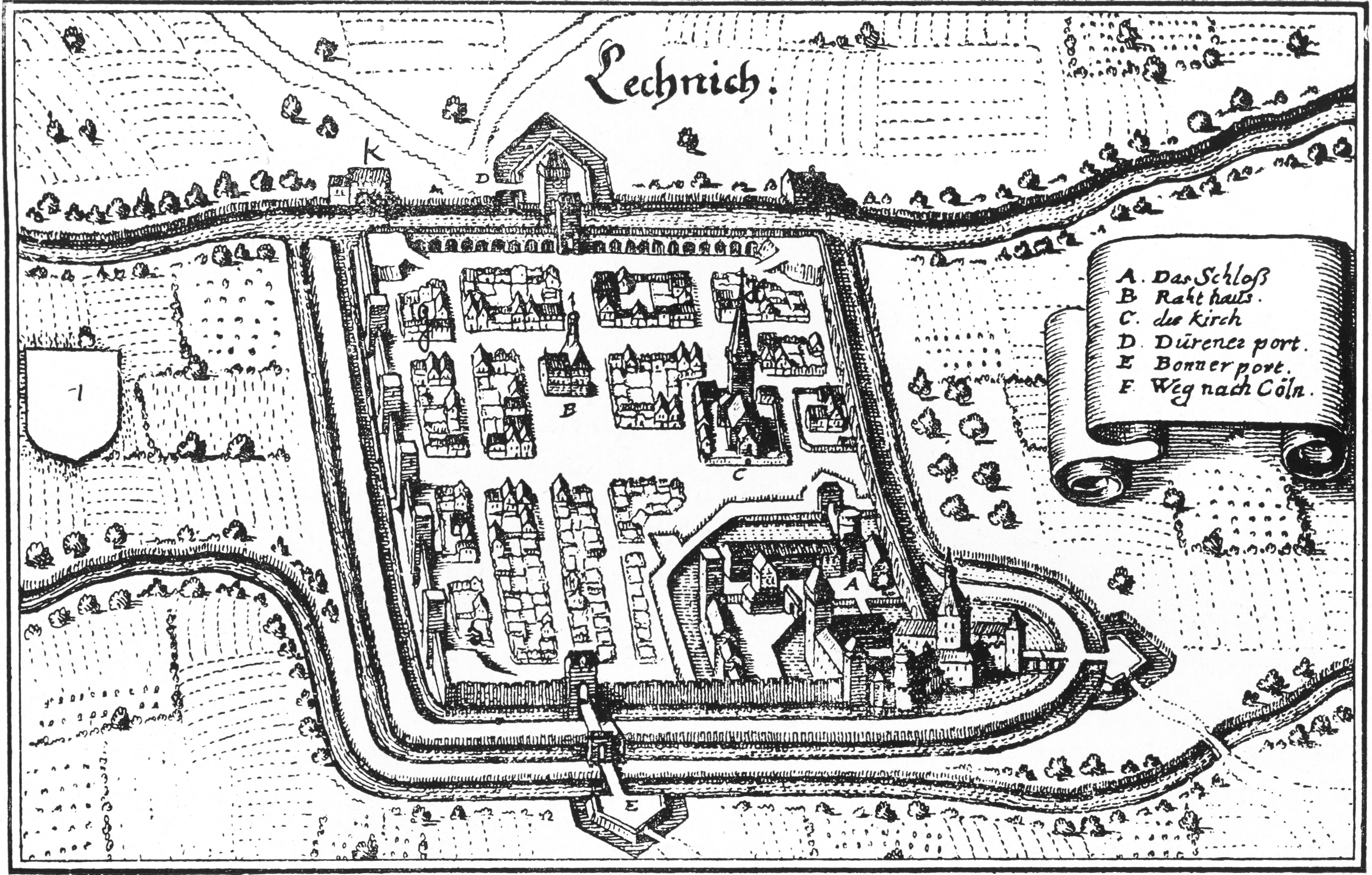
„Lechnich“, St. Kilian um 1646

St. Kilian ist eine katholische Pfarrkirche in Lechenich, einem Stadtteil von Erftstadt im Rhein-Erft-Kreis. Die Kirche steht im Ortskern der in ihrem Grundriss erhaltenen mittelalterlichen Stadt in unmittelbarer Nähe des Marktplatzes. 1271 ist die erste Kirche an dieser Stelle bezeugt, als der Kölner Erzbischof Engelbert II. von Falkenburg dem Stift St. Aposteln in Köln alle Rechte an der neuen Kirche bestätigte, wie das Stift sie an der alten Kirche besessen hatte.

## Geschichte

### Die spätmittelalterliche Kirche
1254 inkorporierte Erzbischof Konrad die dann entstehende Pfarrkirche in Lechenich dem Stift von St. Aposteln. Damit begann die Entwicklung zur heutigen Kirche als Nachfolgebau einer ehemals westlich, außerhalb der Stadtmauern stehenden Pfarrkirche. Diese war schon vor der Befestigung der Stadt aufgegeben worden und wurde durch eine kleine einschiffige Kirche mit einem vorgesetzten rechteckigen Chor ersetzt.
Im Jahre 1485 wurde das Gotteshaus dem heiligen Kilian geweiht und trägt seitdem seinen Namen. Patronatsherr der Kirche war das Stift St. Aposteln, welches auch außerhalb der Stadt bis weit in das Umland große Ländereien und Zehntrechte besaß.
Nach Aussage eines Visitationsprotokolls vom 3. August 1662 waren die Nebenaltäre der Kirche den Patronen der Bruderschaften geweiht. Der Marienaltar wurde bereits 1356 erwähnt. Ein Nebenaltar war der heiligen Agatha geweiht, der Beschützerin vor Feuergefahr, ein weiterer Antonius dem Großen.

### St. Kilian in der frühen Neuzeit

#### Kriege und Belagerungen
Die mehrmaligen Belagerungen der Stadt durch feindliche Truppen, (1583 Truchsessischer Krieg, 1642 Dreißigjähriger Krieg und 1673 Holländischer Krieg) wirkten sich auch auf St. Kilian aus. Obwohl 1642 die Mauern der Kirche durch den Beschuss der Belagerer große Löcher aufwiesen, die die Feinde, nachdem sie in die Kirche eingedrungen waren, als Schießscharten benutzten, ließen sich die Schäden nach dem Abzug der Belagerer bald beheben. Die Kirche kam in allen kriegerischen Auseinandersetzungen ohne große Blessuren davon. Dies bestätigen auch Stadtdarstellungen wie die Merians von 1646, sie zeigen die Kirche in „Lechnich“ während der Belagerung von 1642 und einige Jahre später in unversehrtem Zustand. Das Bauwerk war zu dieser Zeit einschiffig und schloss an der Südseite mit einem etwas niedrigeren Chor ab. An seiner Westseite stand ein Turm, der einen hoch aufragenden spitzen Helm trug.

#### Stadtbrände und Neubau

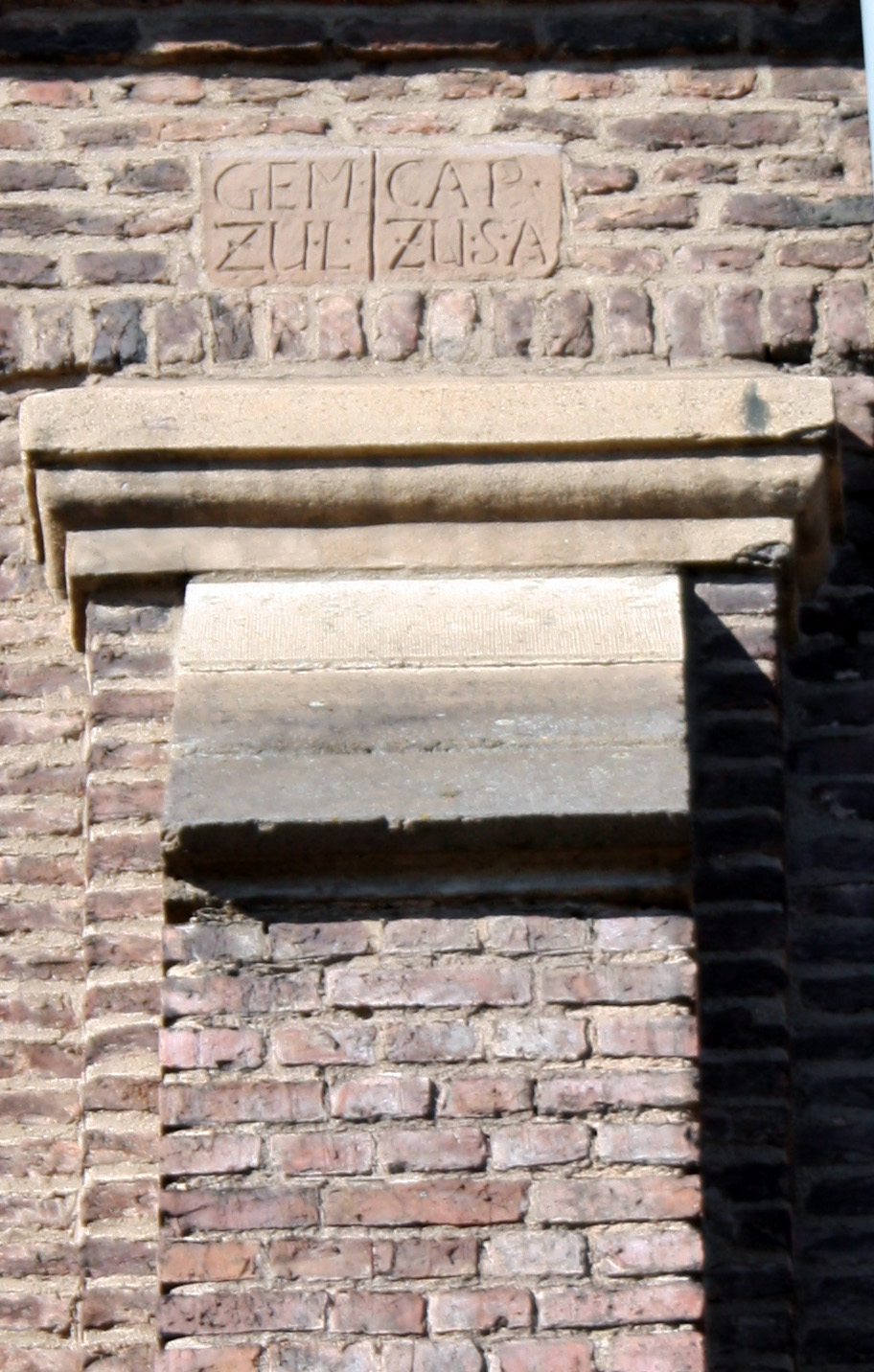
Inschrift zur Unterhaltungskostenregelung zw. Lechenich und Stift St. Aposteln. (ca. 1746/49)

Schwere Auswirkungen hatte der Stadtbrand des Jahres 1702. Die Kirche hatte große Brandschäden erlitten und musste neu errichtet werden. Der Baubeginn verzögerte sich, da sich die bisher die Bauunterhaltung tragenden Parteien stritten.
Nach den Synodalstatuten war der Pfarrer für die Unterhaltung des Chores, der Inhaber des großen Zehnten für die Unterhaltung des Kirchenschiffes, die Gemeinde für den Turm sowie für Kirchhofsmauer und Beinhaus verantwortlich. Das Stift St. Aposteln hielt sich nicht zuständig für einen Neubau. Die Gemeinde kam als erste der Parteien ihrer Verpflichtung nach und begann 1706 mit dem Aufbau eines neuen, um 1717 fertiggestellten Turmes, in dem nun vorsorglich Feuerlöschgeräte zur Brandbekämpfung untergebracht wurden. Auf Druck der Kurfürsten, zunächst des Erzbischofs Joseph Clemens und später seines Nachfolgers Erzbischof Clemens August war das Stift zu einem kompletten Neubau bereit. Ein weiterer Brand im Jahr 1722, der fast alle Häuser des Ortes zerstörte, brachte neuerliche Verzögerungen. Stift und Gemeinde einigten sich darauf, dass das Stift ein neues Dach finanzierte, die Gemeinde auf eigene Kosten die Kirche im Barockstil restaurierte.
Nach einem erneuten Brand 1744 wurde ein Neubau zwingend notwendig, den das Stift St. Aposteln von 1746 bis 1749 errichten ließ. Die Konsekration erfolgte im Jahr 1750.

## Die Barockkirche

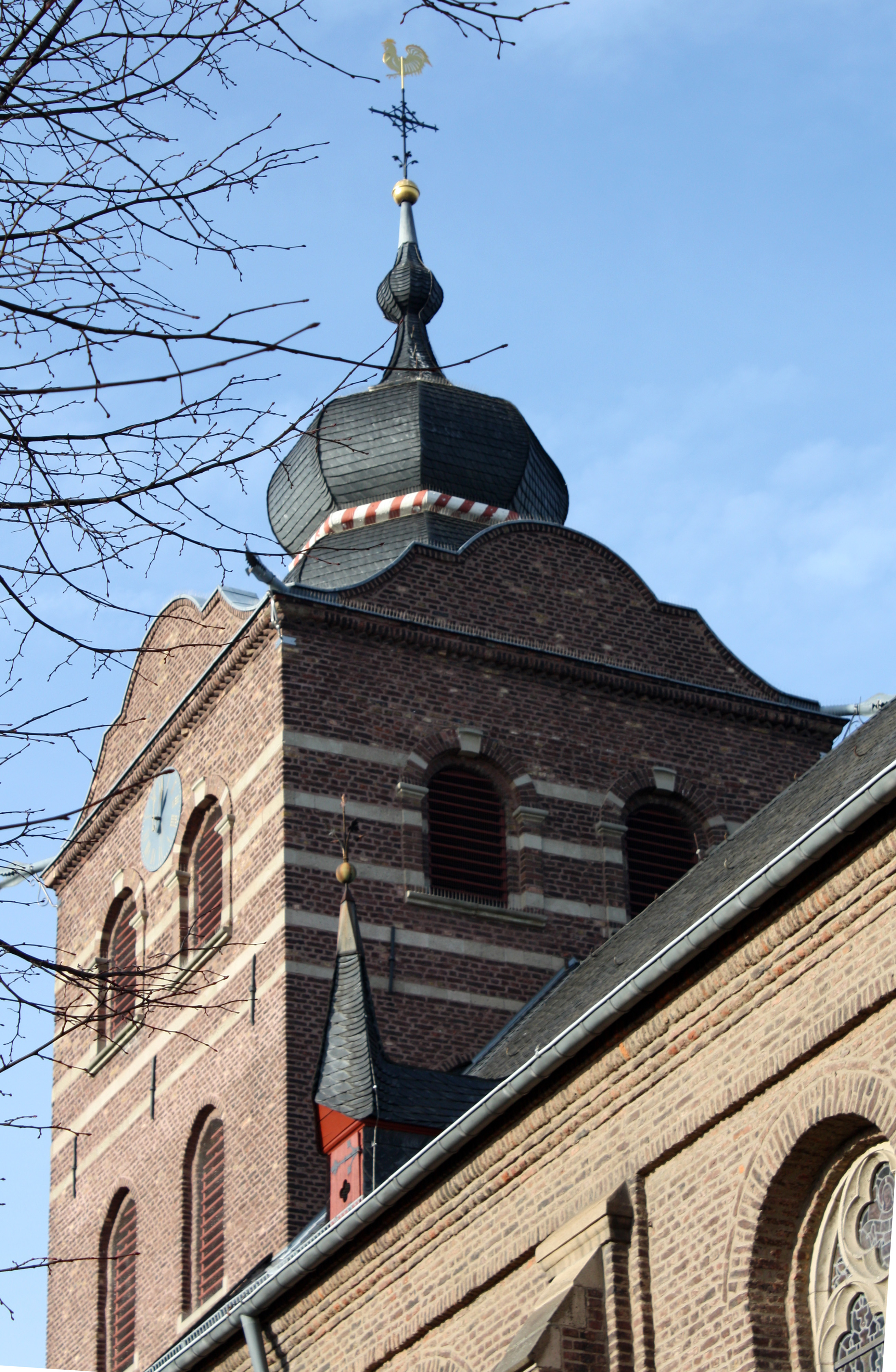
Zwiebelturm

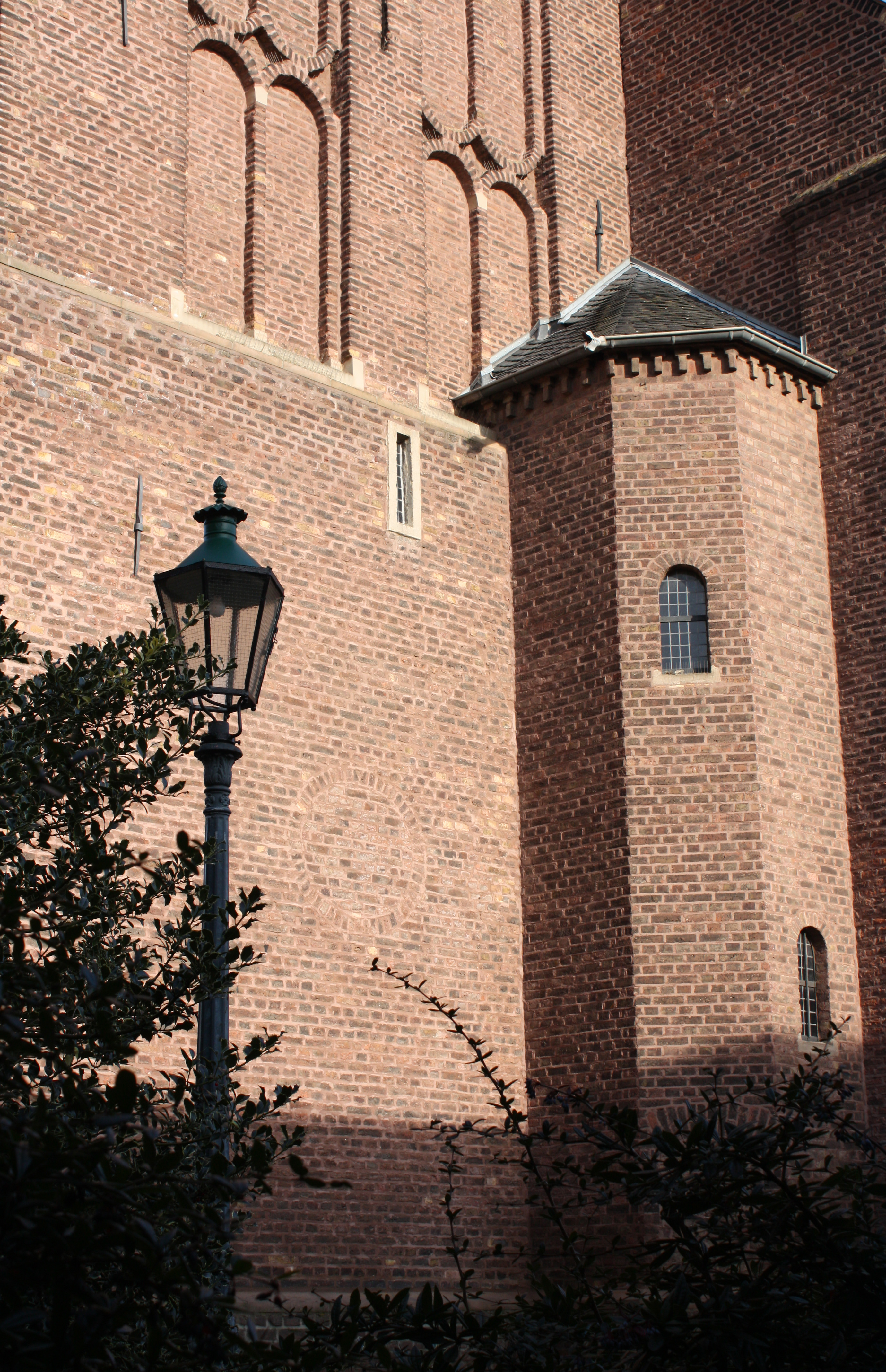
Zierblendwerk des Turmes

Dem Zeitgeschmack entsprechend, war ein barocker Backsteinbau mit vier Jochen und Chor sowie einem westlich vorgestellten Turm entstanden. Den viergeschossigen, mit Schweifgiebeln versehenen Turm krönte eine markante Zwiebelhaube. Der Glockenstuhl des Turmes erhielt durch die 1744 von „Martinus Legros“ aus Malmedy gegossenen Glocken ein neues Geläut. Die obersten Turmgeschosse gliederten zu allen Seiten je zwei von Rundbögen eingefasste Schallfenster. Den mittleren Turmabschnitt hatte man, der traditionellen Bauform der Region entsprechend, mit zierlichen Blendbogengliederungen versehen.
Diesem Stil folgten die Bauherren des nachträglich dem Turm angegliederten Mittelschiffes. Es wies ebenfalls nun der Höhe des Kirchenschiffes angepasste hohe Rundbogenfenster auf, die durch ins Mauerwerk eingearbeitete Pilaster gegliedert waren. Die von unterschiedlichen Baumeistern errichteten Komponenten des Kirchenbauwerks sollen nicht aufeinander abgestimmt gewesen sein. So verdeckte das Dach des durch St. Aposteln erbauten Kirchenschiffes die unteren Schallfenster des Turmes. Die Stadt sah sich daher gezwungen, den Turm um ein weiteres Geschoss zu erhöhen. Auch das dem Turm nachträglich aufgesetzte neue Glockengeschoss hob sich von dem bisher angewandten Stil ab. Fenster und Mauerwerk waren nun mit horizontalen aus Werkstein gehauenen Bändern verziert. Rahmungen, Kämpfer und Keilsteine unter der Zwiebelhaube waren nun weithin sichtbar.

### Gotisierende Umformung

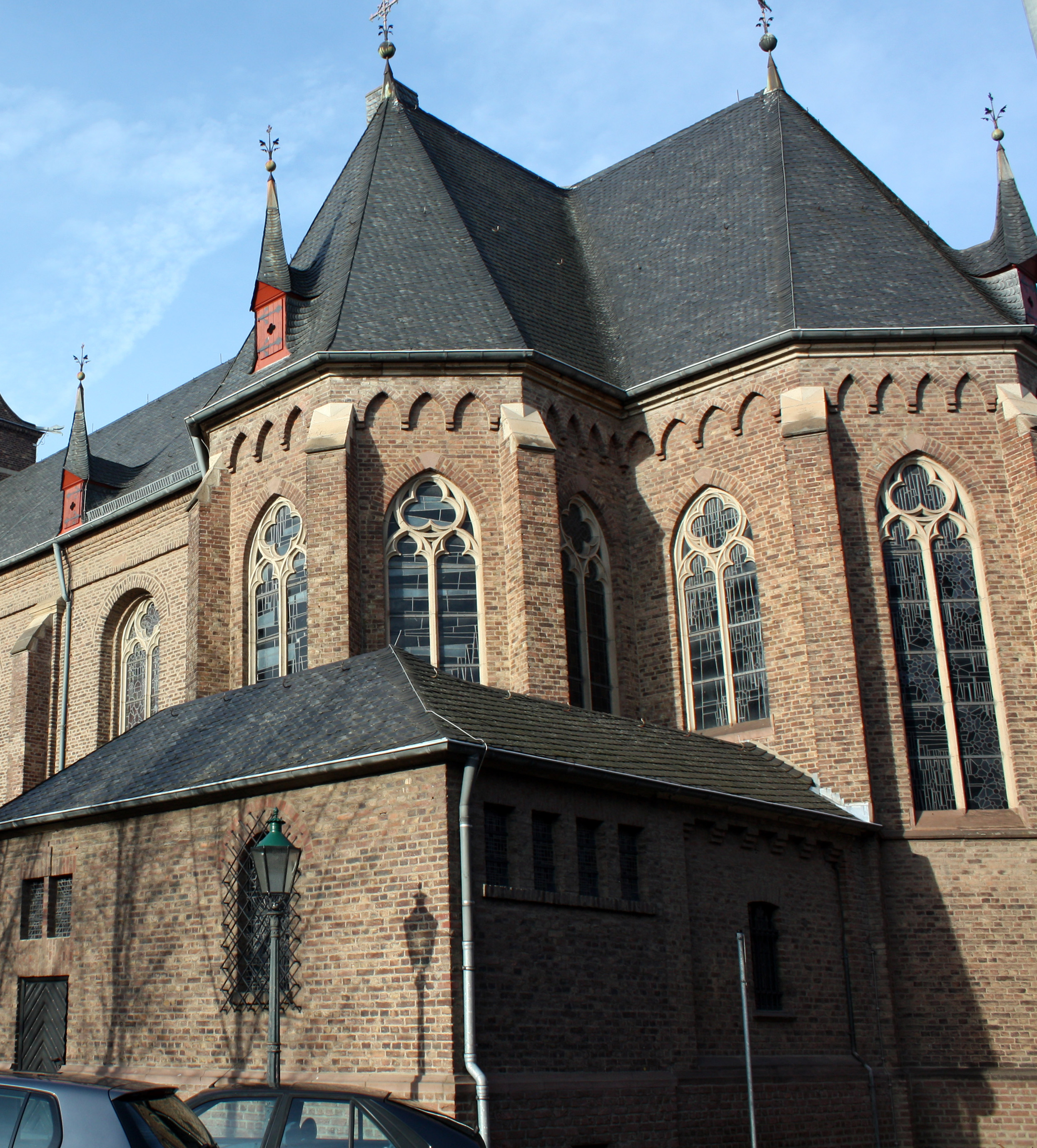
Südliches Querschiff, Sakristei und Chor, im Dachbereich neogotische Gauben

Wie schon das alte Rathaus der Stadt wurde auch St. Kilian durch die Umsetzung der Pläne des Kölner Architekten Ernst Friedrich Zwirner verändert.
Die 1750 eingeweihte und in barocken Stil fertiggestellte Kirche erhielt durch 1864 durchgeführte Umbauten nun augenfällige, neugotische Akzente. Nach den noch von Dombaumeister Zwirner erarbeiteten Entwürfen wurden in die Bogenfenster des Langschiffes Maßwerke in gotischem Stil eingesetzt. Den äußeren Pilastern wurden abgestufte, bis an das obere Gesims reichende, Strebepfeiler vorgesetzt. Das Gesims setzte sich an dem 1888 zusätzlich erbauten Querschiff fort und umzog den mit Spitzbogenfenstern und Maßwerk versehenen, in polygonaler Form angegliederten Chor.
Diese letzten Erweiterungen St. Kilians, der Anbau eines Querschiffes und die des neu erbauten Chores gingen auf eine Zusammenarbeit der Kölner Architekten Carl Rüdell und Richard Odenthal zurück.
Im Inneren des Gotteshauses überspannten große Kreuzgratgewölbe das Hauptschiff, dessen dieses unterteilende Gurtbögen auf Halbsäulen ruhten. Das Querschiff und der Chor hatten ein auf Konsolen ruhendes Rippengewölbe erhalten.
Die Ausstattung der Kirche zeigt die Abkehr vom barocken zum neugotischen Stil noch deutlicher und komplettiert den äußeren Wandel des Bauwerks auch in Bezug auf die vorhandene Ausstattung. Als Ersatz der 1888 entfernten barocken Altäre, die sich heute in der Heddinghovener Kapelle St. Servatius befinden sollen, wurden neue, in neugotische Stil gearbeitete Altäre angeschafft und aufgestellt.

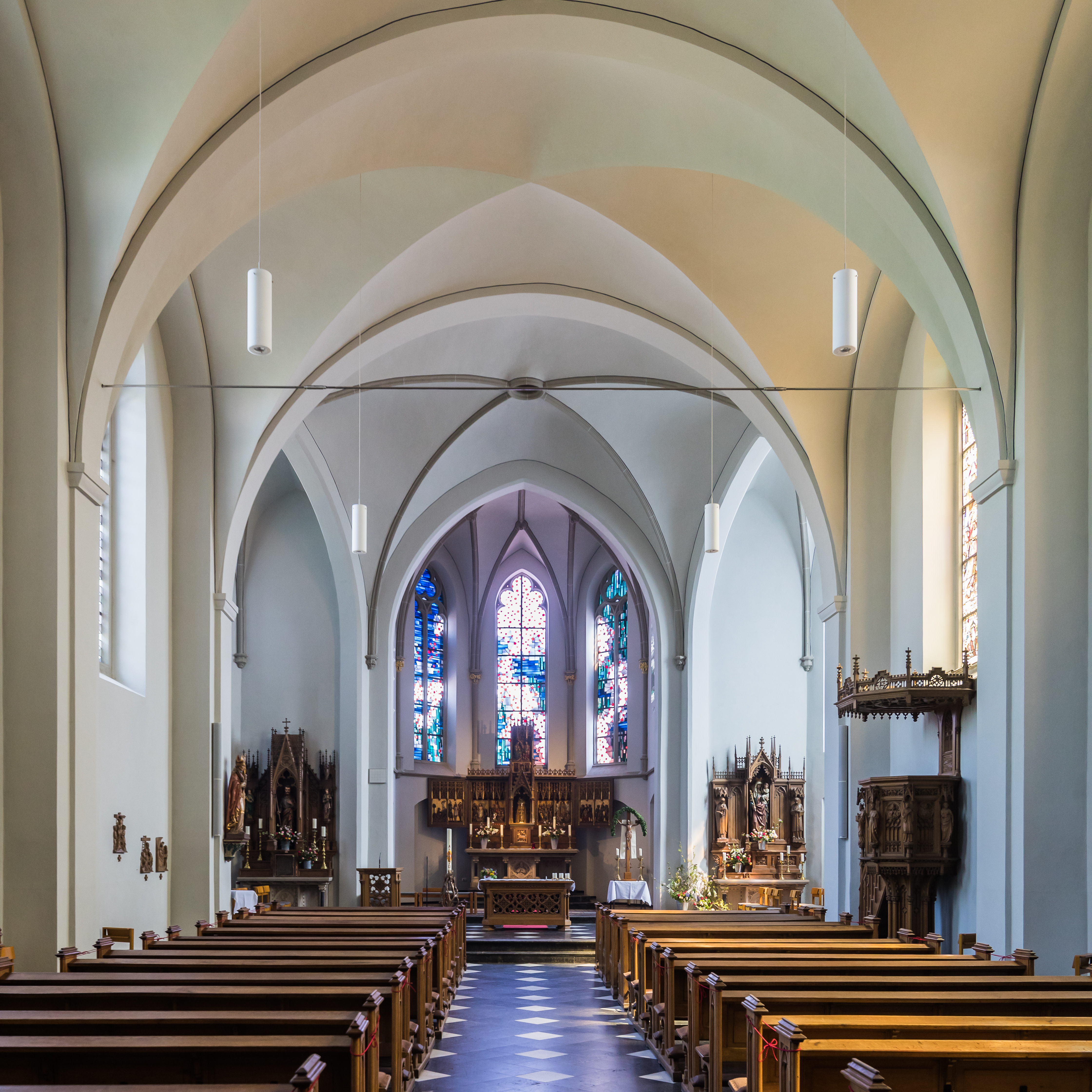
Kirchenschiff in Richtung Osten
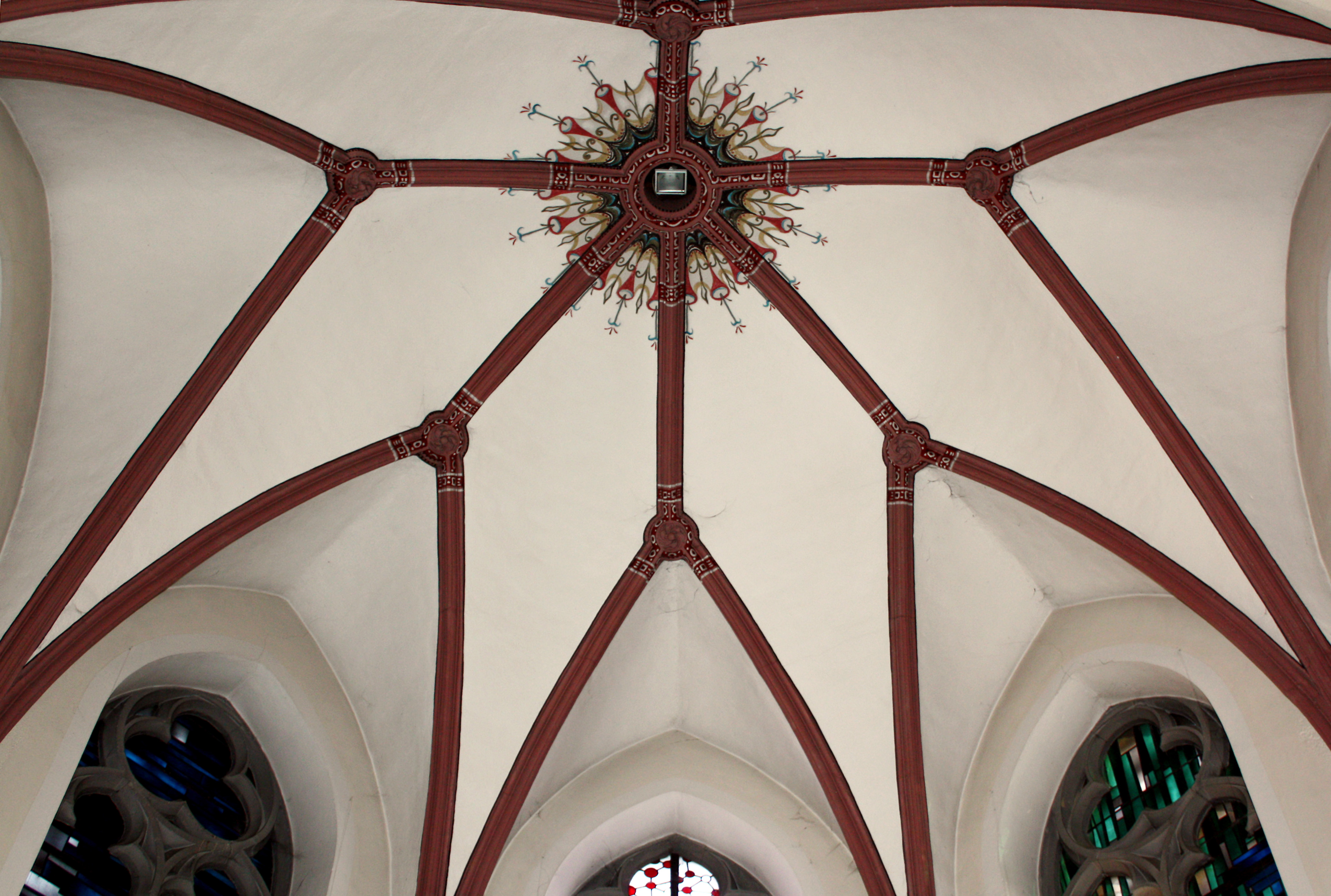
Chorgewölbe
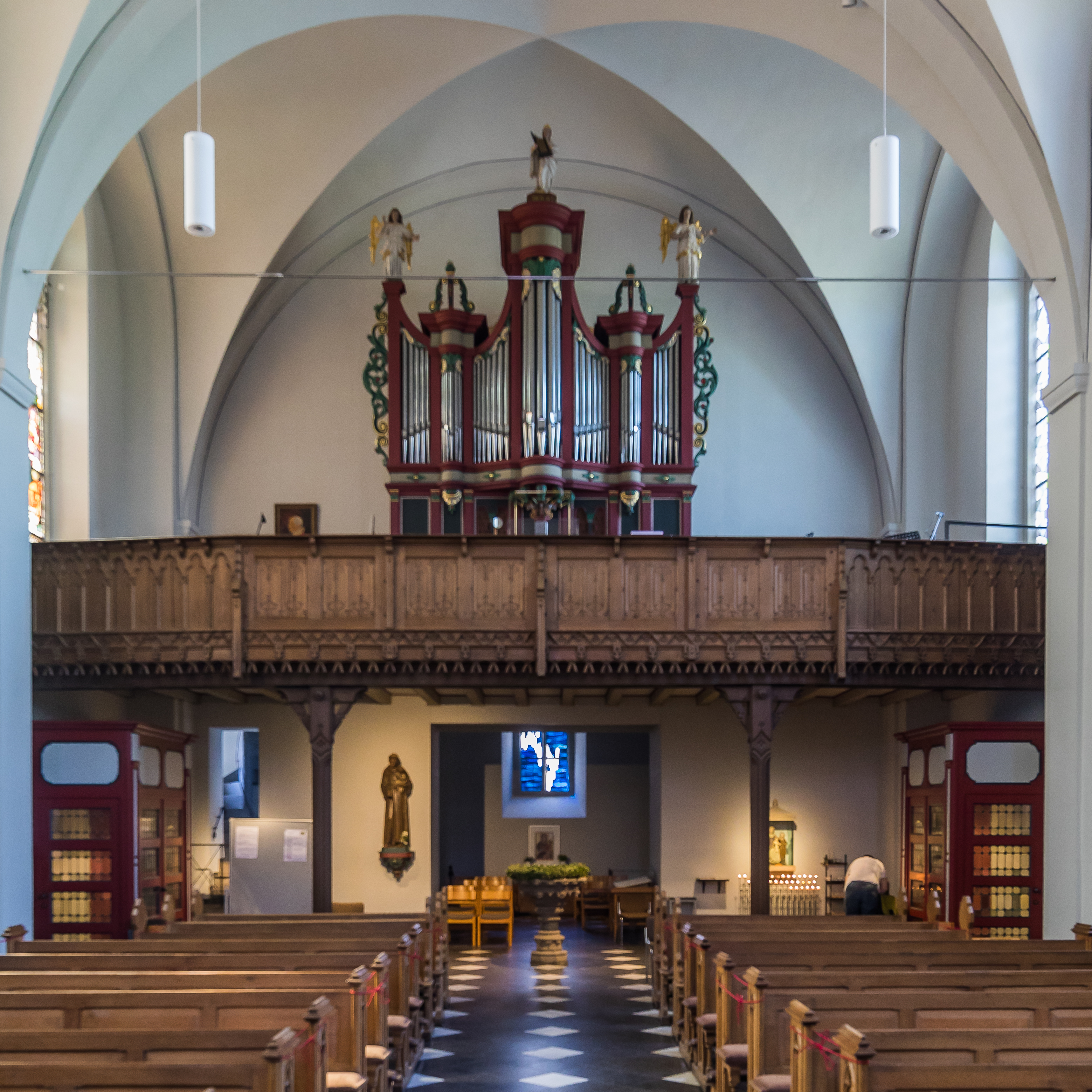
Orgelempore
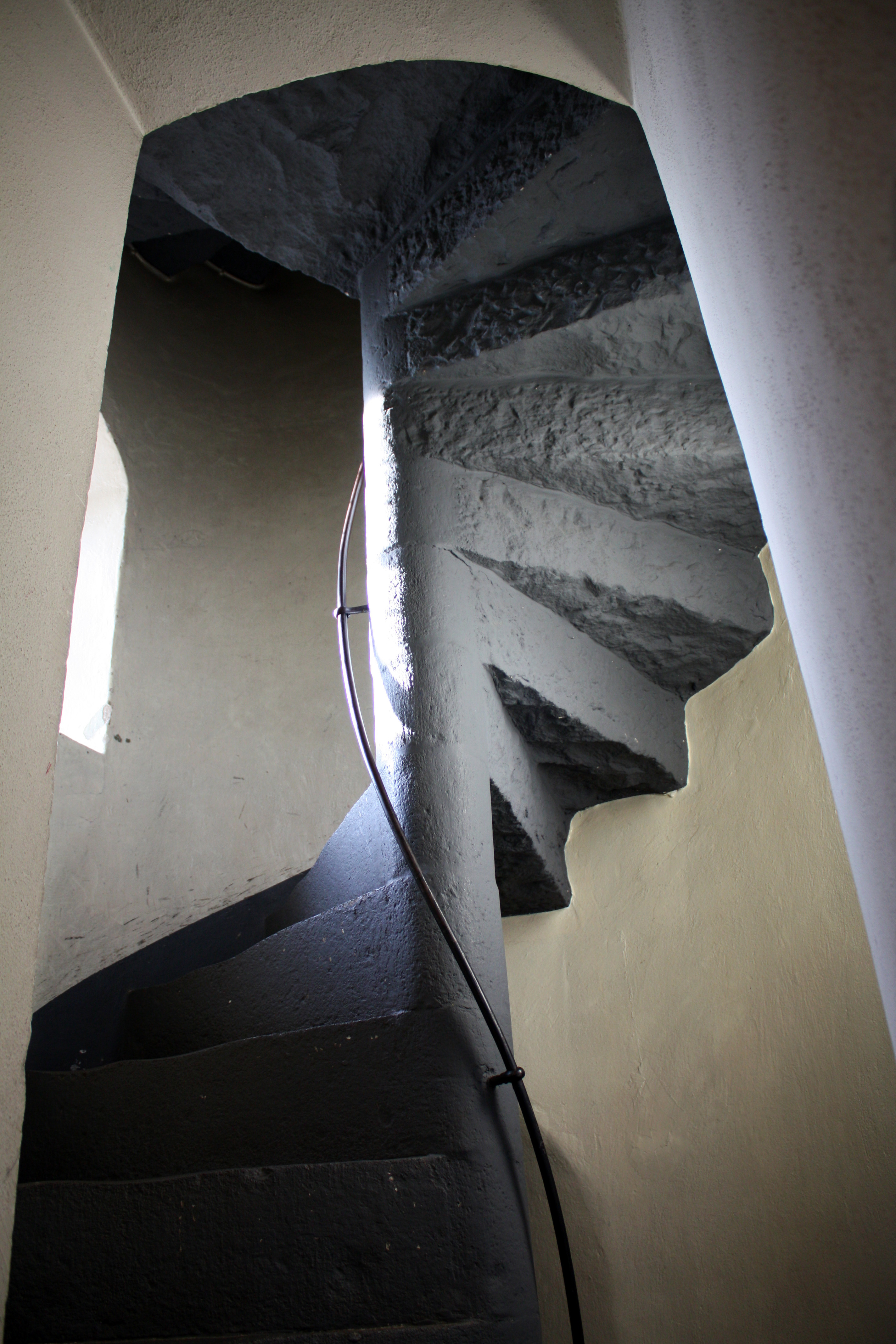
Turmaufgang

### St. Kilian in der Folgezeit
Von insgesamt vier vorhandenen Zugängen wird als offizieller Kirchenzugang der Eingang an der Nordwestseite benutzt. Durch diesen gelangt man in ein unter der Orgelempore eingebautes, bescheidenes, dem Windschutz dienendes Vestibül und betritt dann das Kirchenschiff. Die Empore hat eine an der Vorderseite von hölzernen Stützbalken getragene flache Balkendecke und ist an der Rückseite in der Wandung eingelassen. Die Stützbalken mit ihren Verstrebungen sowie die Brüstung der Empore sind mit schönen Schnitzereien versehen. Sie stammen aus der neugotischen Epoche. Die auf der Empore befindliche barocke Orgel ist nur noch in reduziertem Umfang erhalten. Der Prospekt datiert aus der Bauzeit der Kirche. Dahinter steht ein neues Werk von Josef Weimbs Orgelbau mit 27 Registern, das 16 Register aus der Vorgängerorgel von 1880 integriert. Mittig unter der Empore befindet sich in dem zum Kirchenschiff hin offenen Untergeschoss des Turmes eine kleine Kapelle. Neben dieser befindet sich an der rechten Seite eine Vitrine, die eine Anna selbdritt enthält. Südlich davon, neben Wandskulpturen, öffnet sich ein Treppenaufgang des zweigeschossigen äußeren Wendelturmes, über den man zur Empore oder zum Glockenturm gelangt. An der südlichen Wand dieses ersten Joches befindet sich ein offenbar nicht benutzter Eingang.

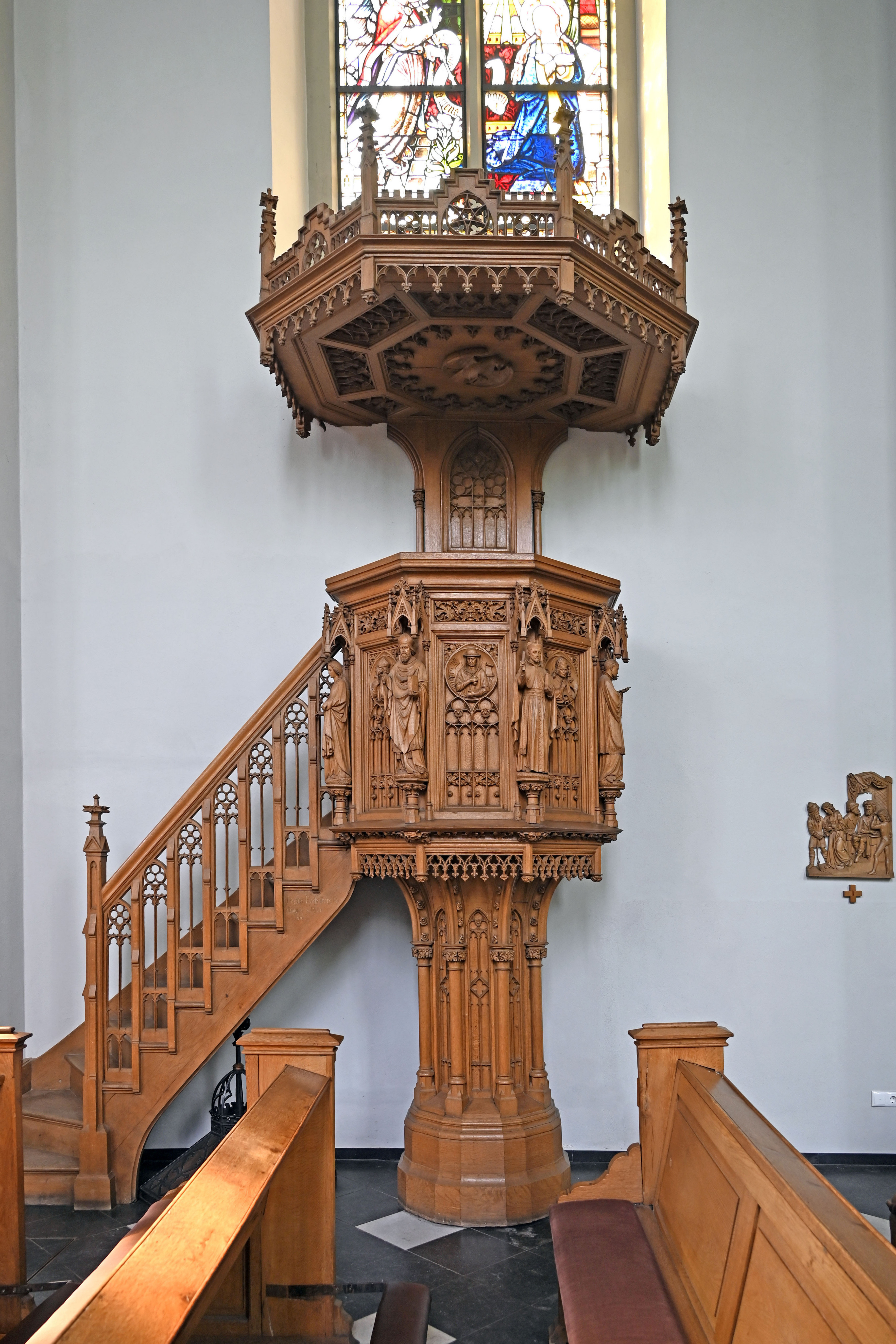
Kanzel
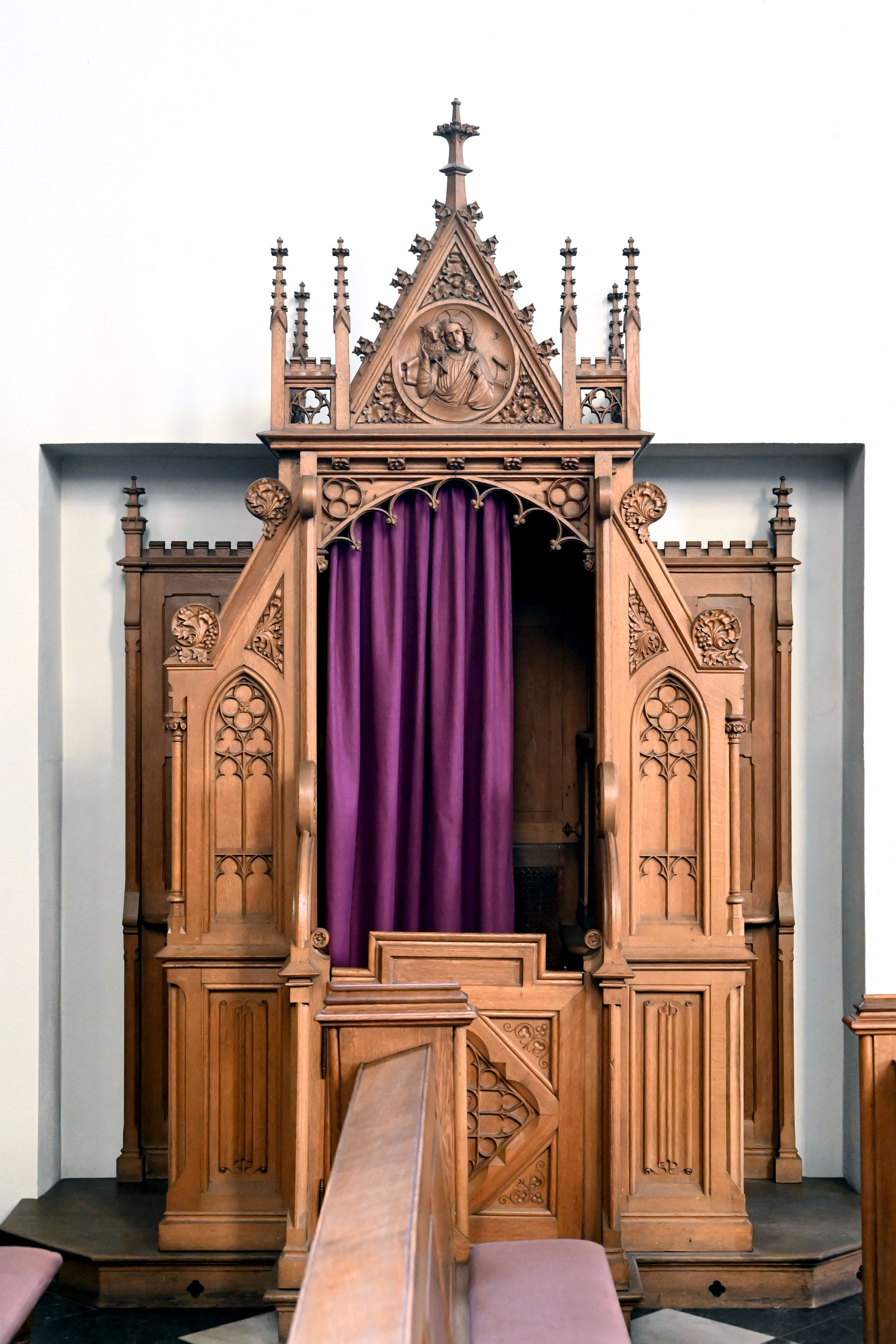
Beichtstuhl
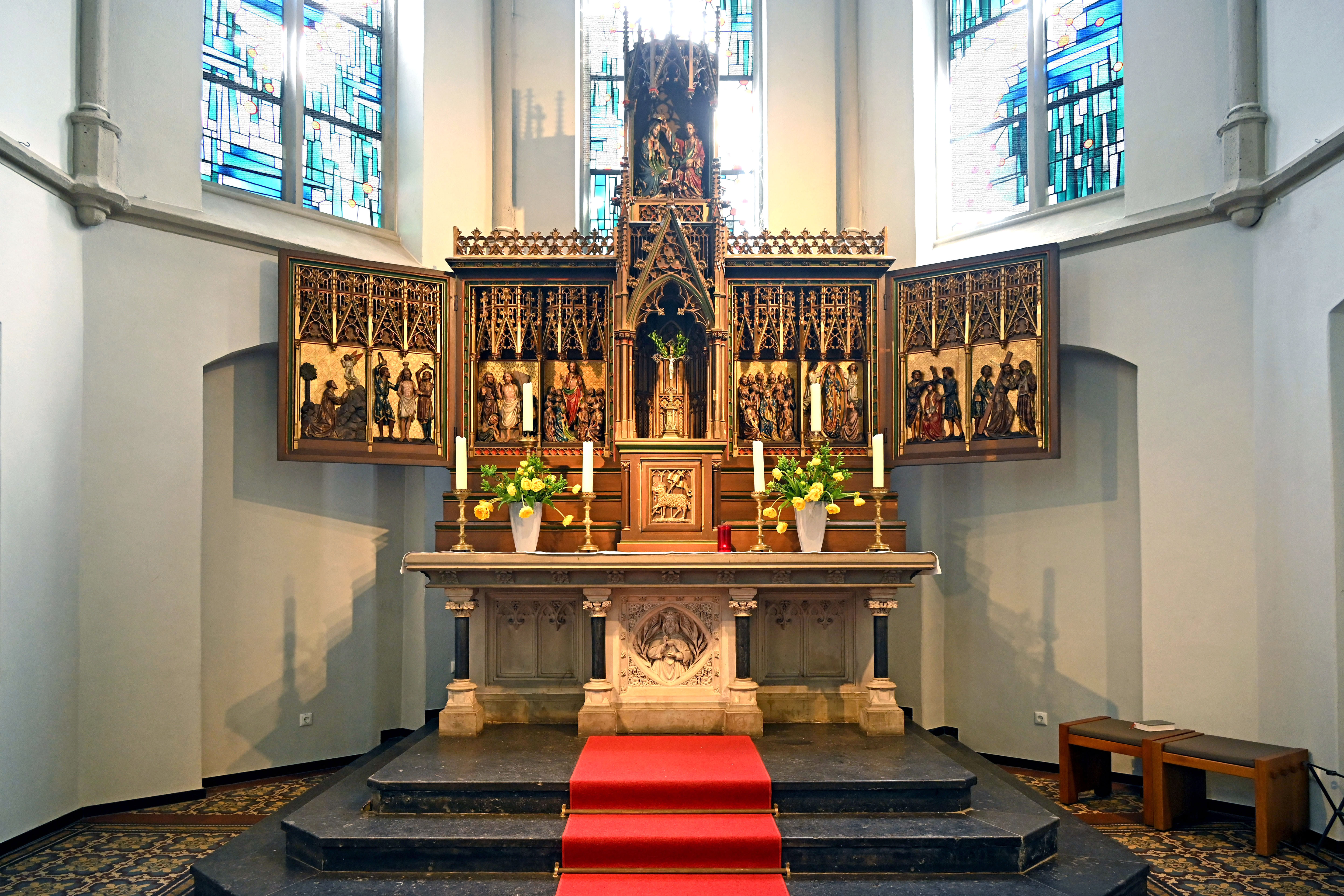
Hochaltar aus Lendersdorf
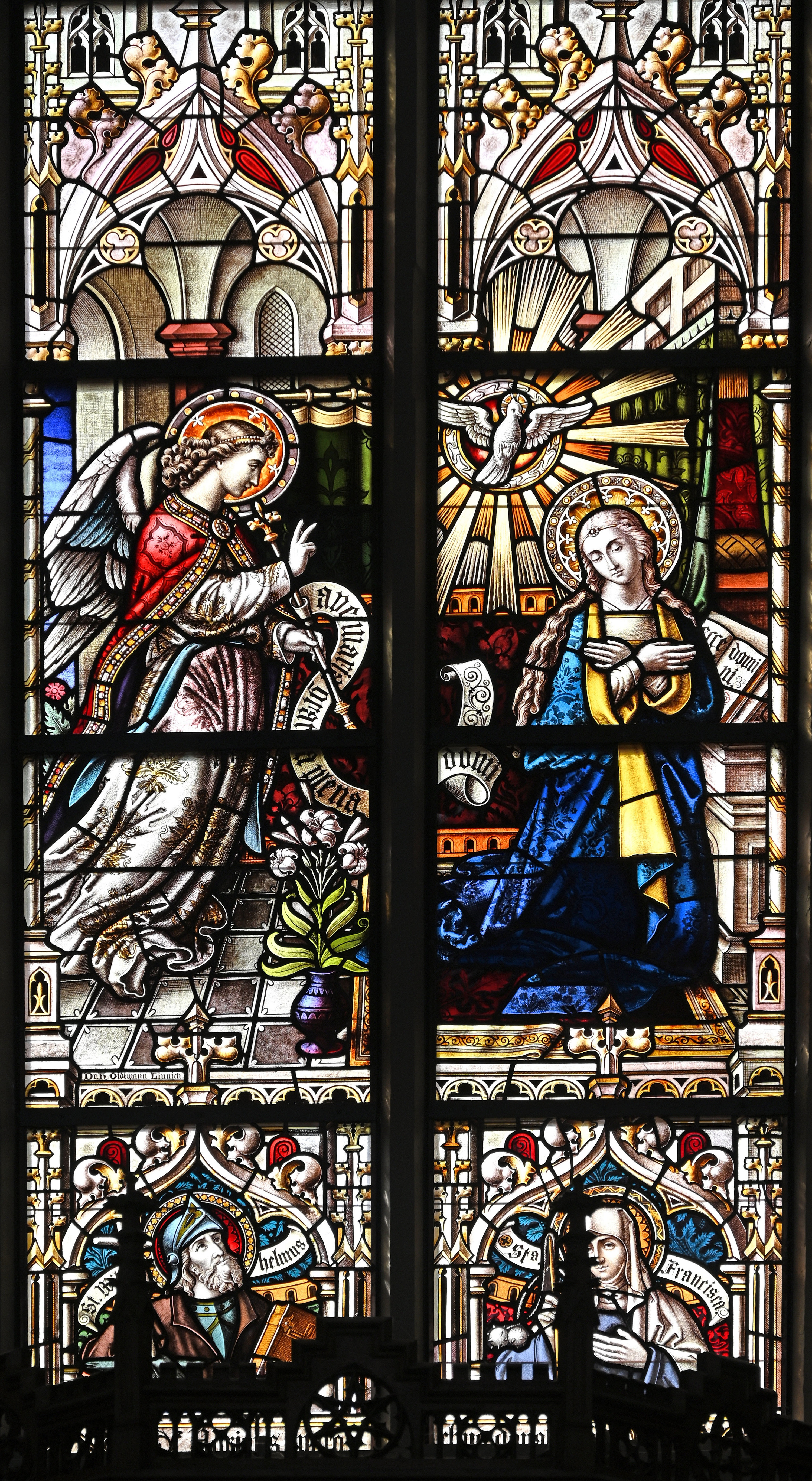
Fenster, Oidtmann 1902
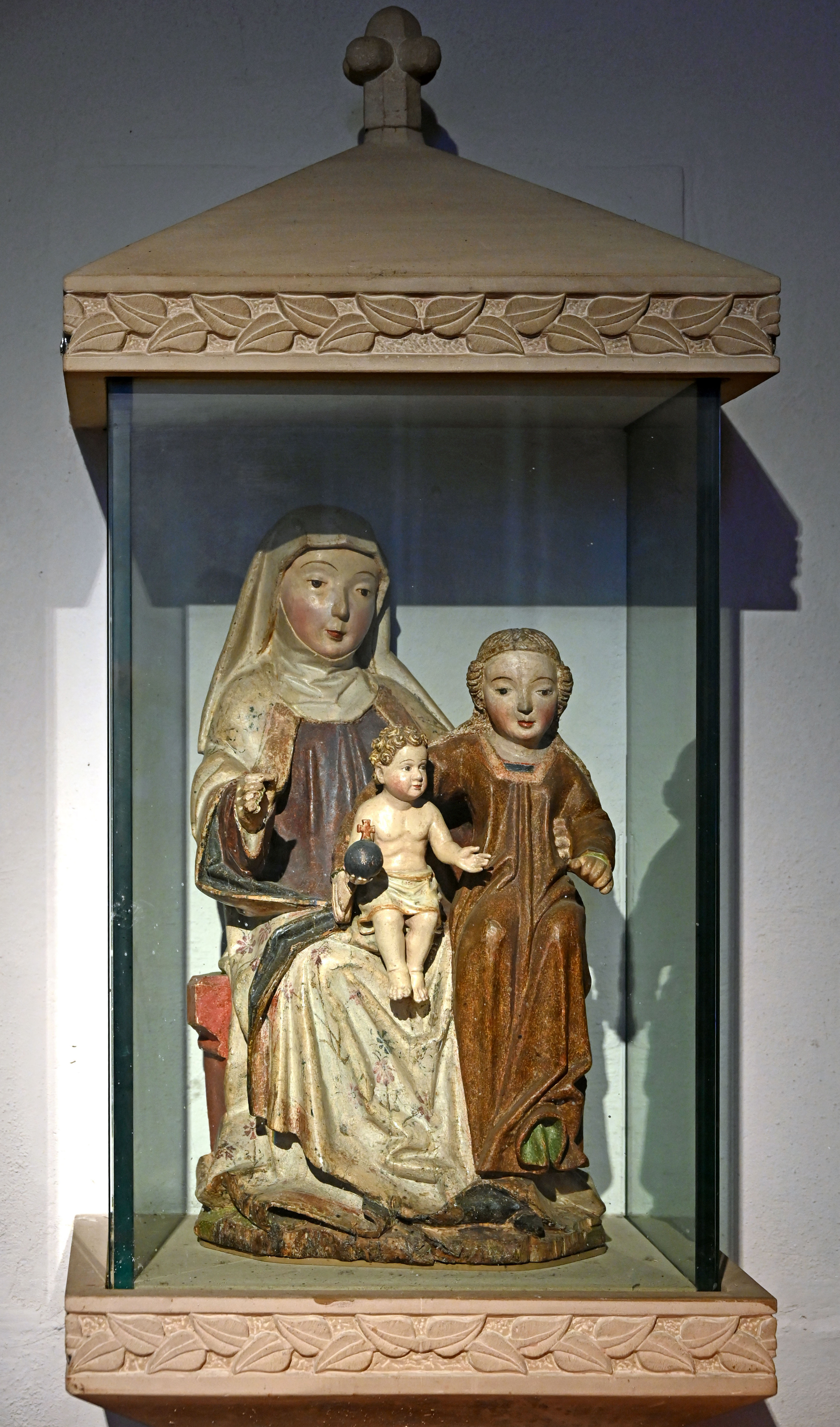
Anna selbdritt (15. Jh.)

Das Mittelschiff weist beidseitig hohe Rundbogenfenster mit Maßwerk auf, deren farbige Verglasung verschiedene biblische Motive zeigt. Im untersten Abschnitt der Glasarbeiten wurde die Jahreszahl 1902 eingearbeitet. Auf den unterhalb der Fenster verlaufenden beiden Seitengängen befinden sich in den Jochabschnitten, beginnend von Westen, an jeder Seite zwei Beichtstühle. Im vierten Jochabschnitt der Südwand liegt der kleine Treppenaufgang zur dort aufgestellten Kanzel.
Ein von Bänken flankierter Mittelgang führt auf schwarz/weiß gefliestem Boden zu der von einem schönen Gewölbe überspannten Vierung und dem sich anschließenden Chorbereich. In den recht kurzen Seitenflügeln des Querschiffes befinden sich die Seitenaltäre, im nördlichen Flügel wurde zusätzlich ein mit reichen Schnitzereien versehener Taufstein aufgestellt.
Im leicht erhöhten Chorbereich wurde nach dem Zweiten Weltkrieg, den die Kirche leidlich überstanden hatte, 1961 der neugotische Hauptaltar wegen Holzschäden abgebrochen. Die Kirche konnte jedoch einen adäquaten Ersatz aus der Pfarrei Lendersdorf beschaffen und ließ diesen nach einer erforderlichen Restaurierung im Jahr 1982 im Chor aufstellen. Der neue Altar, die Seitenaltäre, die Orgelempore, das Taufbecken sowie das Beichtgestühl und die Kanzel der Kirche zeigen einen einheitlichen Stil.

## Glocken
Zu den vorhandenen Glocken von Martin Legos aus dem Jahr 1744 (siehe weiter oben) lieferte die Glockengießerei Otto aus Hemelingen/Bremen im Jahr 1926 zwei Bronzeglocken, die jedoch im Zweiten Weltkrieg eingeschmolzen wurden. Das Geläut wurde 1957 durch drei neue Otto-Glocken wieder vervollständigt. So verfügt die St-Kilian-Kirche heute über ein fünfstimmiges Geläut mit drei Otto-Glocken (1, 2, 5) und zwei Legros-Glocken (3, 4). Die Glocken erklingen auf: d' – e' – g' – a' – c''. Sie haben folgende Durchmesser: 1412 mm, 1257 mm, 1083 mm, 965 mm, 792 mm. Ihre Gewichte sind: 1650 kg, 1150 kg, 800 kg, 600 kg, 300 kg.